# ستانلي روبرت هارت
ستانلي روبرت هارت (بالإنجليزية: Stanley R. Hart) هو أستاذ جامعي وجيولوجي أمريكي، ولد في 20 يونيو 1935 في ماساتشوستس في الولايات المتحدة.